# Adriaen Frans Boudewyns

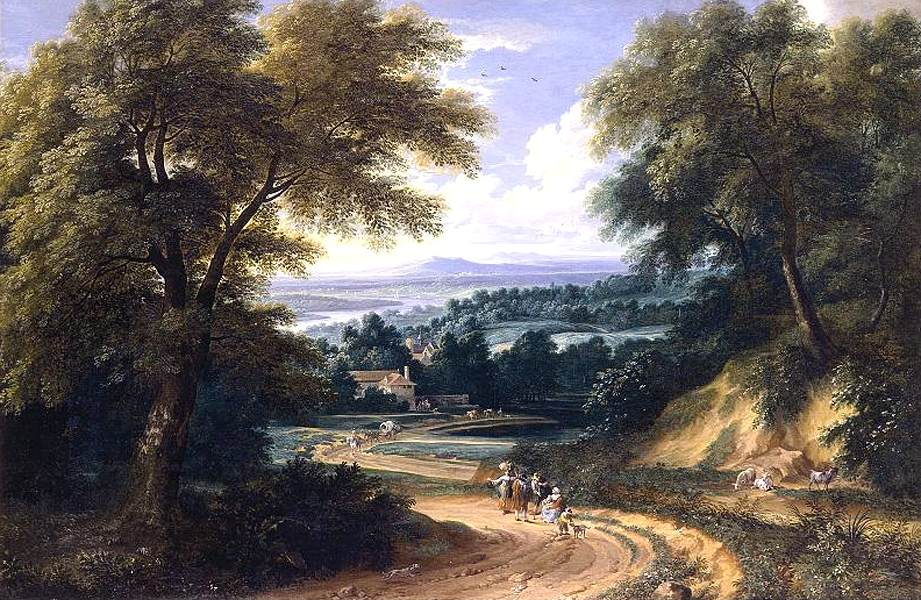
Paisaje con viajeros.

Adriaen Frans Boudewyns, o Baudewijns, también llamado en francés Adrien François Baudouin (Bruselas, 3 de octubre de 1644 - Bruselas, 3 de diciembre de 1711) fue un pintor barroco flamenco, especializado en pintura de paisajes. 

## Biografía
Se formó en el taller de Ignatius van der Stock. En 1665 alcanzó la categoría de maestro, y sus obras empezaron a ser muy valoradas, especialmente en París a donde se había trasladado hacia 1669. Entre 1673 y 1677 trabajó con Adam Frans van der Meulen, y realizó algunos encargos para Luis XIV. También viajó al castillo de Marimont, en Henao, para tomar vistas con destino a los tapices de Gobelinos. En 1677 regresó a Bruselas donde se asentó definitivamente.
Su estilo es una mezcla de la tradición pictórica flamenca con elementos tomados del clasicismo francés, con especial influencia de Claude Lorrain y Herman van Swanevelt. A menudo trabajó en colaboración con Pieter Bout, que normalmente se encargaba de ejecutar las figuras que aparecen en los paisajes de Boudewyns.
Se le atribuyen catorce paisajes en el Museo del Prado, procedentes de las colecciones reales.
Tuvo un sobrino, Adriaen Frans II Boudewyns, que también fue pintor paisajista.